# Mandalay
Mandalay (birmanisch: မန္တလေးမြို့, Aussprache [màndəlé mjo]) ist eine Stadt im Zentrum von Myanmar (Birma) an einer Biegung des Irawadi-Flusses. Mit knapp 1,6 Millionen Einwohnern ist Mandalay nach Rangun die zweitgrößte Stadt des Landes. Mandalay besitzt einen internationalen Flughafen, den Mandalay International Airport. Verbindungen nach Rangun bestehen per Straße, Eisenbahn und Schiff.
Mandalay ist die Hauptstadt der Mandalay-Region.

## Lage

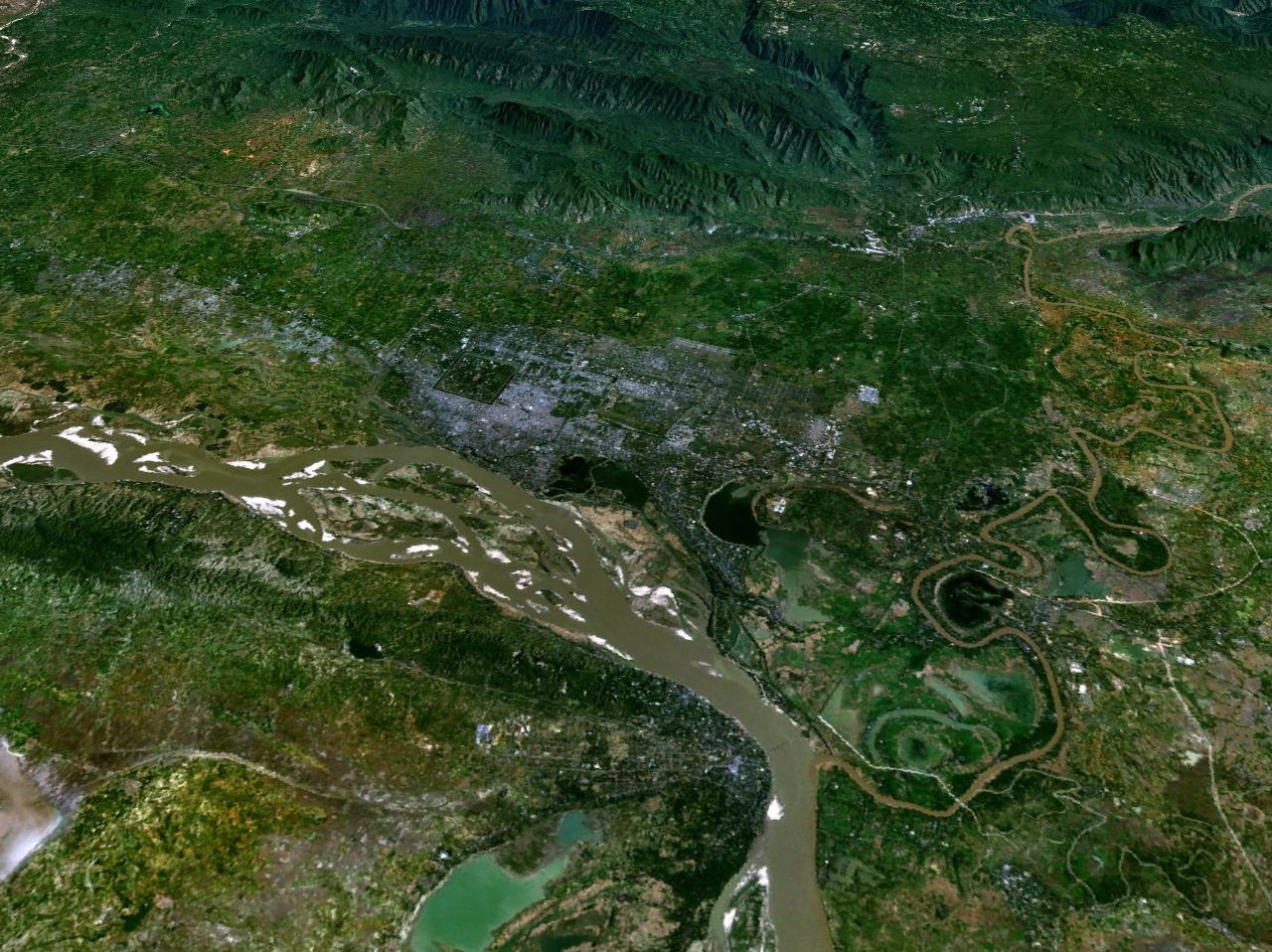
Satellitenbild von Mandalay

Mandalay liegt am Irawadi-Fluss rund 570 Kilometer Luftlinie nördlich von Rangun. Mandalay wurde von König Mindon 1857 in freiem Gelände am Ufer des Irawadi errichtet, und zwar einer alten Prophezeiung Folge leistend, dass an dieser Stelle zum 2400. Jubiläum des buddhistischen Glaubens eine Stadt entstehen würde.

## Geschichte
Von 1857 bis 1885 diente Mandalay als letzte Hauptstadt des birmanischen Königreichs. Aufgrund astrologischer Berechnungen hatte Mandalay Amarapura als politisches Zentrum Birmas abgelöst. Nach der Eroberung Mandalays am 28. November 1885 und der Plünderung des Königspalastes durch britische Truppen wurde König Thibaw Min nach Indien ins Exil deportiert und die Hauptstadt nach Rangun verlegt.
Im Zweiten Weltkrieg wurde Mandalay bei Luftangriffen der japanischen Armee und der Briten weitgehend zerstört, der Königspalast in Schutt und Asche gelegt.
Ende der 1990er-Jahre ließ die Militärregierung unter anderem auch durch den Einsatz von Zwangsarbeit die alten Königspalastanlagen wieder aufbauen. 1993 wurde in Mandalay die Klosterschule Phaung Daw Oo gegründet, an der heute 4000 weibliche und männliche Schüler unterrichtet werden.
Das Erdbeben Stärke 7,7 am 28. März 2025 betraf besonders auch Mandalay, nahe dem Epizentrum.

## Wirtschaft

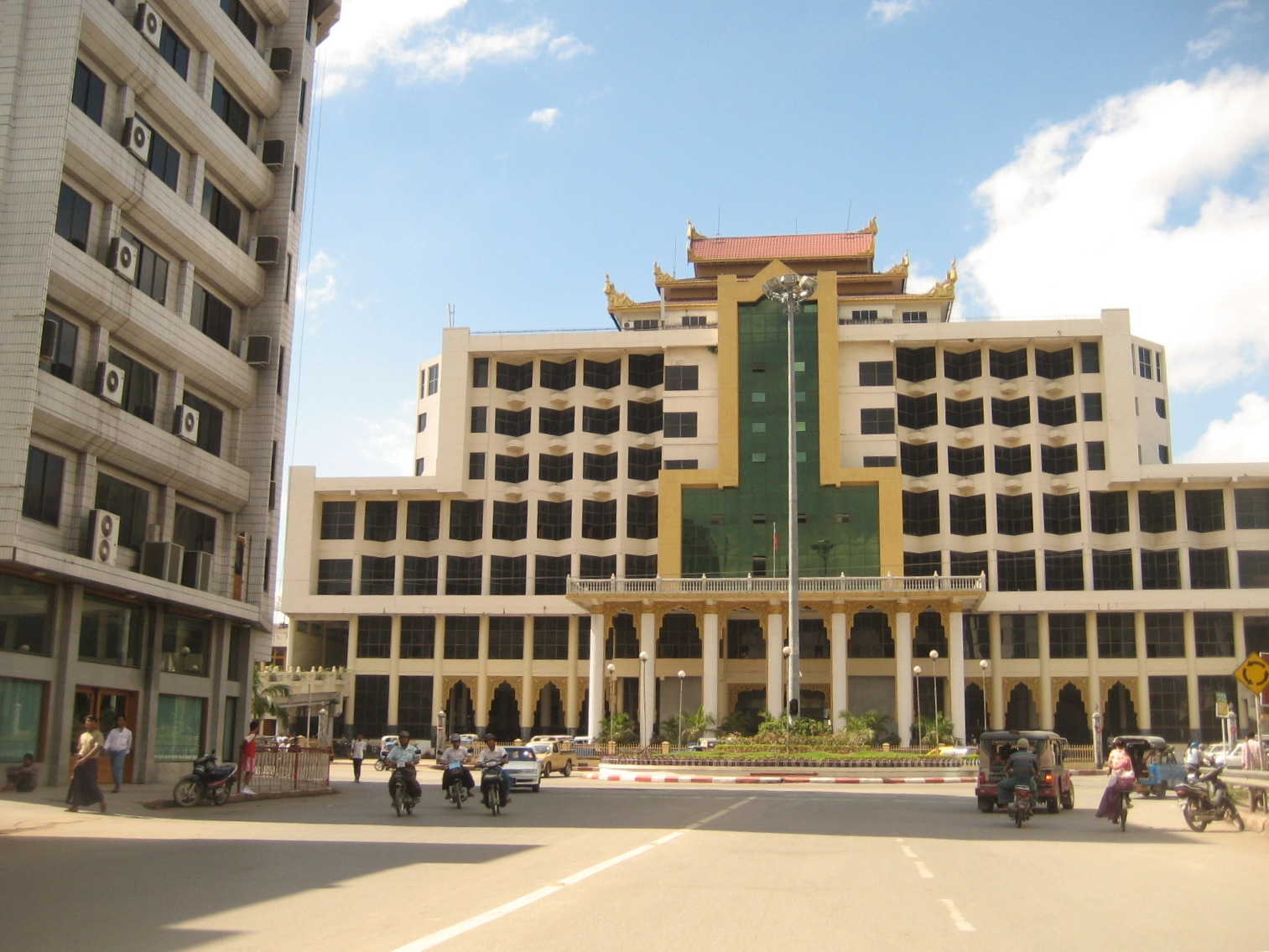
Hauptbahnhof Mandalay

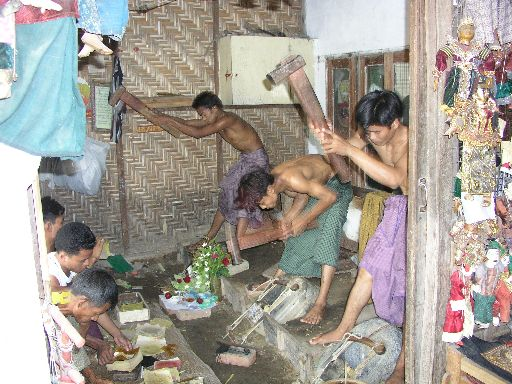
Mandalay: Herstellung von Blattgold

Aufgrund seiner strategisch günstigen Lage am Transit-Verkehrskorridor zwischen Südchina und dem Indischen Ozean ist die Bedeutung der Stadt als wichtiges Wirtschaftszentrum von Birma weiter gestärkt worden. Durch die Eröffnung des Yangon-Mandalay Expressway im Dezember 2010 wurde die verkehrsgünstige Lage weiter verbessert. Die Stadt verfügt über einen Flughafen. Der Zuzug von chinesischen Kaufleuten hat die demografische Struktur der Stadtbevölkerung in den letzten Jahren deutlich verändert.
Neben dem Anbau von Reis in der fruchtbaren Ebene um Mandalay prägen unterschiedliche Handwerksbetriebe (unter anderem Herstellung von Blattgold, Yoke thé-Marionetten, Papierschirmen, Seidenweberei) und der Tourismus das Wirtschaftsleben der Stadt.
Mandalay gilt bis heute als das eigentliche Zentrum birmanischer Kultur.

## Religion
Mandalay ist Sitz eines römisch-katholischen Erzbischofs.

## Sehenswürdigkeiten
Pagoden:
- Eindawya-Pagode
- Su Taung Pyae-Pagode
- Mahamuni-Pagode
- Kuthodaw-Pagode
- Kyauktawgyi-Pagode
- Sandamuni-Pagode
- Set Kya Thiha-Pagode
- Shwe Kyi Myint-Pagode

Buddhistische Klöster:
- Atumashi Kyaung
- Shwe In Bin Kyaung
- Shwenandaw Kyaung

weitere Sehenswürdigkeiten:
- Handwerksbetriebe (z. B. Goldschläger)
- Königspalast (Rekonstruktion)
- Mandalay-Berg

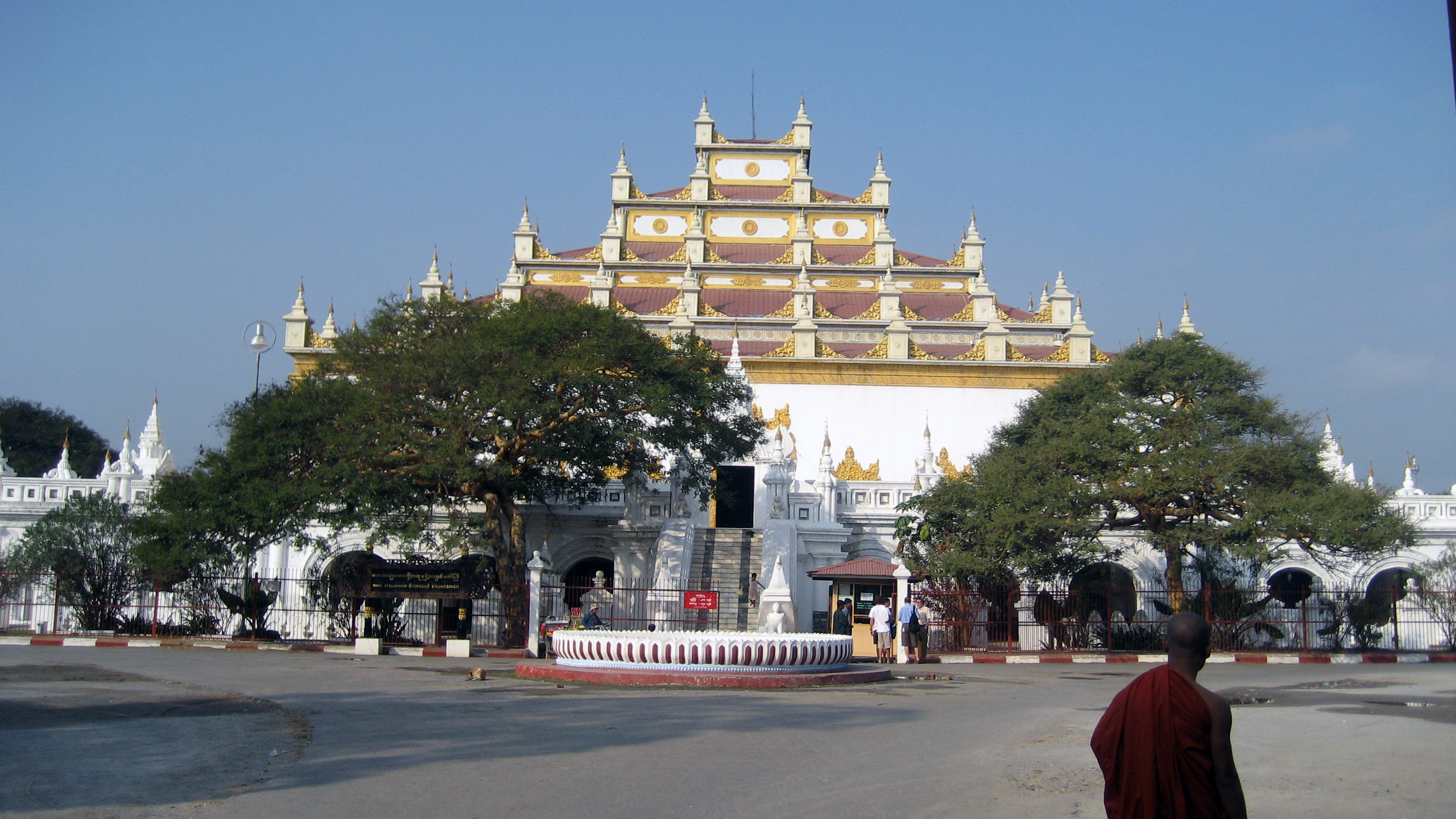
Rekonstruiertes Atumashi-Kloster

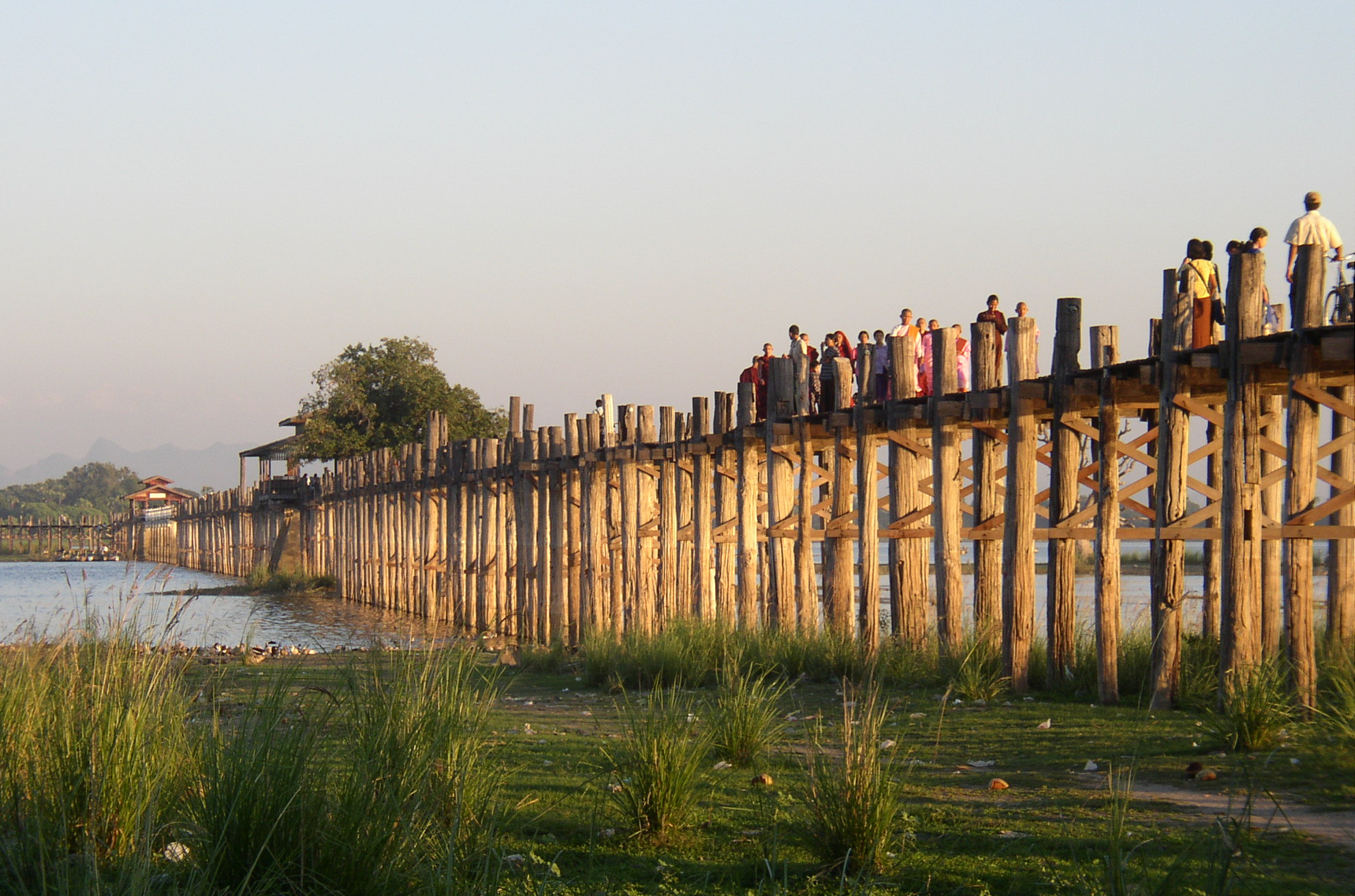
U-Bein-Brücke (längste Teakholz-Brücke der Welt) über den Taungthaman-See in Amarapura bei Mandalay

- Die Aufführungen der Moustache Brothers Lu Zaw und Lu Maw
- Das Puppentheater (Marionetten, begleitet von traditioneller Live-Musik)

## Musikalisches über Mandalay
- Bertolt Brecht (Text) / Kurt Weill (Musik) – Der Song von Mandalay. 1. Version (1929) in Happy End, 2. Version (1929) in Aufstieg und Fall der Stadt Mahagonny[3]
- Daniel Lavoie – High Road to Mandalay
- Blackmore’s Night – Way to Mandalay
- Robbie Williams – Road to Mandalay
- Frank Sinatra – The Road to Mandalay
- Colin Hay – Road to Mandalay
- Electric Light Orchestra – Mandalay
- Erdmöbel – Der Weg nach Mandalay
- Eagles – Long Road out of Eden
- Midnight Oil – Mountains of Burma
- Elton John & Leon Russel – Mandalay Again

## Klimatabelle
|                       | Jan  | Feb  | Mär  | Apr  | Mai   | Jun   | Jul  | Aug   | Sep   | Okt   | Nov  | Dez  |   |      |
| Mittl. Tagesmax. (°C) | 28,6 | 32,1 | 35,8 | 38,4 | 36,8  | 34,2  | 34,3 | 32,3  | 33,1  | 32,2  | 30,2 | 28,2 | ⌀ | 33   |
| Mittl. Tagesmin. (°C) | 13,3 | 14,9 | 19,7 | 24,4 | 25,8  | 25,8  | 25,8 | 25,2  | 24,9  | 23,5  | 19,4 | 14,8 | ⌀ | 21,5 |
|                       |      |      |      |      |       |       |      |       |       |       |      |      |   |      |
| Niederschlag (mm)     | 4,0  | 3,0  | 1,0  | 40,0 | 138,0 | 116,0 | 83,0 | 136,0 | 150,0 | 125,0 | 38,0 | 6,0  | Σ | 840  |
|                       |      |      |      |      |       |       |      |       |       |       |      |      |   |      |
| Regentage (d)         | 0,4  | 0,4  | 0,4  | 3,3  | 8,3   | 7,2   | 5,9  | 8,7   | 8,1   | 6,8   | 2,8  | 0,7  | Σ | 53   |
|                       |      |      |      |      |       |       |      |       |       |       |      |      |   |      |
| Luftfeuchtigkeit (%)  | 67   | 58   | 50   | 52   | 67    | 72    | 71   | 76    | 78    | 78    | 75   | 73   | ⌀ | 68,1 |

| 13,3 |

| 14,9 |

| 19,7 |

| 24,4 |

| 25,8 |

| 25,8 |

| 25,8 |

| 25,2 |

| 24,9 |

| 23,5 |

| 19,4 |

| 14,8 |

| 13,3 |

| 14,9 |

| 19,7 |

| 24,4 |

| 25,8 |

| 25,8 |

| 25,8 |

| 25,2 |

| 24,9 |

| 23,5 |

| 19,4 |

| 14,8 |

## Persönlichkeiten
- John Jocelyn Madden (1934–1987), römisch-katholischer Ordensgeistlicher, Apostolischer Präfekt von Lashio
- Thet Naing (* 1992), Fußballspieler
- Dway Ko Ko Chit (* 1993), Fußballspieler
- Kaung Sithu (* 1993), Fußballspieler
- Win Naing Soe (* 1993), Fußballspieler
- Zin Min Tun (* 1993), Fußballspieler
- Ye Tun Zaw (* 1994), Fußballspieler
- Hlaing Bo Bo (* 1996), Fußballspieler
- Soe Moe Kyaw (* 1999), Fußballspieler

### Belletristik
- Jens Freyler: Road to Mandalay. Reisen in Myanmar/Burma. Traveldiary.de Reiseliteratur-Verlag, Hamburg 2007, ISBN 978-3-937274-39-3.
- Alexandra Jones: Mandalay. Roman (= Heyne-Bücher. 1, Heyne allgemeine Reihe. 7753). Deutsche Übersetzung von Karl-Friedrich Loos. Heyne, München 1988, ISBN 3-453-02890-2.
- Rudyard Kipling: Mandalay. (Gedicht) auf Wikisource.
- Daniel Mason: Der Klavierstimmer Ihrer Majestät. Roman. Aus dem Amerikanischen von Barbara Heller. Taschenbuchausgabe. Goldmann, München 2004, ISBN 3-442-45825-0.
- Inge Sargent: Mein Leben als Sao Thusandi, Prinzessin der Shan (= Bastei-Lübbe-Taschenbuch. Bd. 61920). Aus dem Englischen von Cécile Lecaux. Bastei-Verlag Lübbe, Bergisch Gladbach 1997, ISBN 3-404-61920-X.

### Sachbücher
- Annemarie Esche (Hrsg.): Das goldene Kloster zu Mandalay (= Insel-Bücherei. 1015, ISSN 0233-1047). Insel-Verlag, Leipzig 1977.
- John Masters: Der Weg nach Mandalay. (The Road Past Mandalay, 1961). Blanvalet, Berlin 1964, (Autobiographischer Bericht über Einsatz britischer Truppen im Zweiten Weltkrieg).
- Dhida Saraya: Mandalay. The Capital City. The Center of the Universe. Muang Boran Publishing House, Bangkok 1995, ISBN 974-7367-56-4.
- Heinz Schütte: Mandalay. Unfertige Betrachtungen, Assoziationen. Regiospectra Verlag, Berlin 2021, ISBN 978-3-947729-35-7.
- Vincent C. Scott O’Connor: Mandalay and Other Cities of the Past in Burma. Hutchinson & Co., London 1907, (Digitalisat).
- Paul Strachan: Mandalay. Travels from the Golden City. Kiscadale, Gartmore 1994, ISBN 1-870838-96-3.